# Дейвид Фридман
Дейвид Дайректър Фридман (на английски: David Director Friedman) е американски икономист и юрист.

## Биография
Роден е на 12 февруари 1945 година в семейството на икономистите Милтън и Роуз Фридман. Получава бакалавърска степен по химия и физика в Харвардския университет (1965) и докторска степен по физика в Чикагския университет (1971). През 70-те години става известен като един от основните теоретици на анархо-капитализма. Той е известен със своите писания относно теорията на анархистичния пазар, който е обект на най-популярната му книга, „Машината на Свобода“.
1. ↑  pub.orcid.org //   Посетен на 10 ноември 2023 г.
2. ↑  pub.orcid.org //   Посетен на 10 ноември 2023 г.